# Agabus paludosus
Agabus paludosus es una especie de escarabajo del género Agabus, familia Dytiscidae. Fue descrita científicamente por Fabricius en 1801.
Puede alcanzar una longitud de 6,5 a 8 milímetros (0,26 a 0,31 pulgadas). La cabeza y el pronoto son negros, mientras que los élitros son de color marrón amarillento.

## Distribución geográfica
Habita en Europa y norte de Asia (excepto China).